# 奥尔日河畔隆蓬
奧爾日河畔隆蓬（法語：Longpont-sur-Orge，法語發音：[lɔ̃pɔ̃ syʁ ɔʁʒ] ⓘ）是法国法兰西岛大区埃松省的一个市镇，属于帕莱索区。

## 地理
奥尔日河畔隆蓬（48°38'34"N, 2°17'30"E）面积5.05 平方千米，位于法国法蘭西島大區埃松省，该省份为法国北部内陆省份，北起上塞纳省和马恩河谷省，西接厄尔-卢瓦省和伊夫林省，南至卢瓦雷省，东临塞纳-马恩省。
与奥尔日河畔隆蓬接壤的市镇（或旧市镇、城区）包括：巴兰维利耶、奥尔日河畔布雷蒂尼、奥尔日河畔勒维尔、利纳斯、蒙莱里、聖熱訥維耶沃-德布瓦、奥尔日河畔圣米歇尔、布瓦城、奥尔日河畔维利耶。

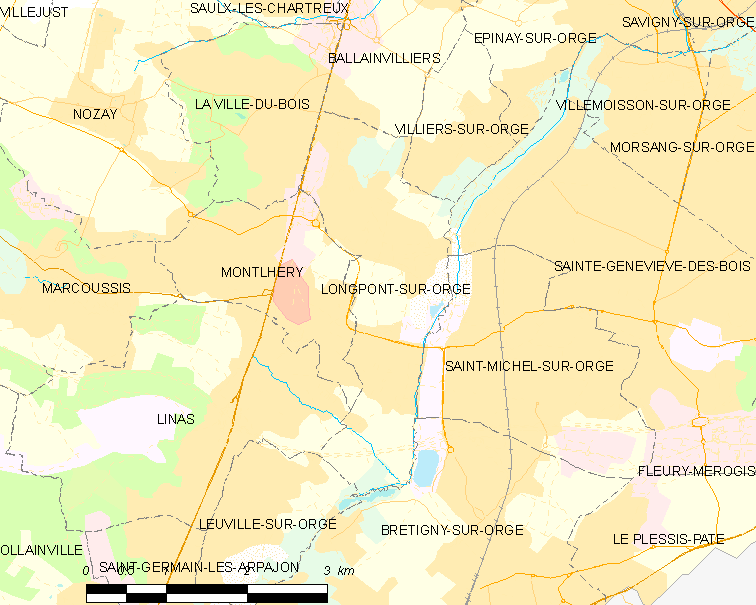
奥尔日河畔隆蓬的OSM定位图

奥尔日河畔隆蓬的时区为UTC+01:00、UTC+02:00（夏令时）。

## 行政
奥尔日河畔隆蓬的邮政编码为91310，INSEE市镇编码为91347。

## 政治
奥尔日河畔隆蓬所属的省级选区为奥尔日河畔布雷蒂尼县。

## 人口

1962-2008年间奥尔日河畔隆蓬人口变化图示

奥尔日河畔隆蓬于2022年1月1日时的人口数量为6456人。